# 兵庫県立志知高等学校
兵庫県立志知高等学校（ひょうごけんりつしちこうとうがっこう）は兵庫県南あわじ市（旧・三原郡三原町）志知に所在した公立の高等学校。通称「志知高（しちこう）」。2007年（平成19年）4月に兵庫県立三原高等学校と統合して兵庫県立淡路三原高等学校となったのち、2009年（平成21年）3月31日をもって閉校した。
学区は淡路島全島であったが、地理的に南あわじ市在住の生徒が大半を占め、洲本市も通学圏に含まれていた。

## 設置学科
- 普通科

## 所在地
- 〒656-0484 兵庫県南あわじ市（旧・三原郡三原町）志知佐礼尾370番地1

## 沿革
- 1973年（昭和48年）4月1日 兵庫県立洲本高等学校の西淡・南淡・緑の各分校が統合され、兵庫県立洲本高等学校三原西分校となる。旧西淡町(現南あわじ市西淡社会教育センター)に置かれていた。
- 1975年（昭和50年）4月1日 兵庫県立志知高等学校に改称される。
- 1976年（昭和51年）1月 校舎移転。
- 1997年（平成9年）8月 第79回全国高等学校野球選手権大会で、当時の生徒会長が入場行進における選手先導を行った。「野球部の無い学校」である志知高校から、初めて甲子園に出場した。
- 2004年（平成16年）11月21日 創立30周年記念式典が行われる。
- 2007年（平成19年）4月 兵庫県立三原高等学校と統合し、校名は兵庫県立淡路三原高等学校となる。
- 2009年（平成21年）3月31日 閉校。卒業生総数5,059名。

跡地は、2013年（平成25年）4月より吉備国際大学南あわじ志知キャンパスとして使われている。（新設の地域創成農学部が使用）

## 特色
- 従来の普通教科に加え、福祉・情報・商業系で多彩な選択科目を設定していた。福祉の授業では「社会福祉援助技術」や手話の授業があり、ホームヘルパー3級の取得が可能であった。情報の授業では「マルチメディア表現」「図形と画像の処理」などの教科「情報」の専門科目が設置されていた。
- 年1回、全校生が地元で複数個所に分かれて清掃奉仕作業を行っていた。また、手話の授業や福祉施設での体験学習を行うなど、福祉・ボランティア分野の活動を通じての地域交流に力を入れていた。

## 部活動
- 文化部・体育部とも、全国大会出場経験を持っていた。

- 新聞部
- 放送部
- 吹奏楽部　平成3年度（1991年）関西吹奏楽コンクール　小編成の部　優秀賞受賞
- ボランティア部

- 文芸部
- 演劇部
- コンピュータ部
- クッキング部
- 茶道部
- 華道部
- 郷土芸能部
- 美術部
- 書道部

（かつては写真部もあった。）
- 陸上競技部
- バスケットボール部
- バレーボール部
- 卓球部
- ソフトテニス部
- サッカー部
- ソフトボール部
- 水泳部
- 柔道部

（かつてはボート部もあり、全国大会にも出場した。）

## 出身者
- 樫野幸子 - バレーボール選手